# Carlos Rovirosa
Carlos Manuel Benito Rovirosa Pérez (San Juan Bautista, Tabasco, 21 de abril de 1901-Costa Rica, 11 de mayo de 1930) fue un piloto aviador, pionero de la aviación mexicana.  

## Estudios y reconocimientos
Realizó sus primeros estudios en su ciudad natal. Al concluir la preparatoria, se trasladó a la Ciudad de México, en donde ingresó en el H. Colegio Militar en  y obtuvo el grado de teniente de infantería. En 1925 continuó sus estudios en la Escuela Militar de Aviación. En 1927 se graduó como teniente piloto aviador.

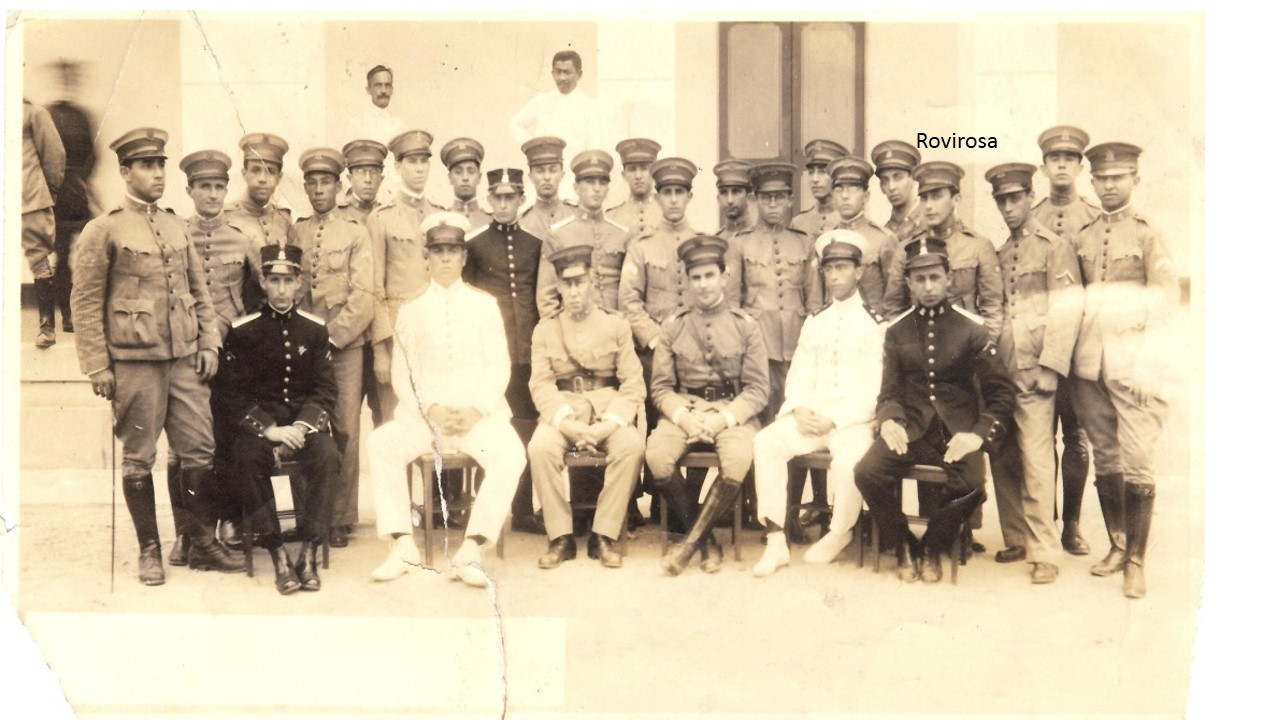
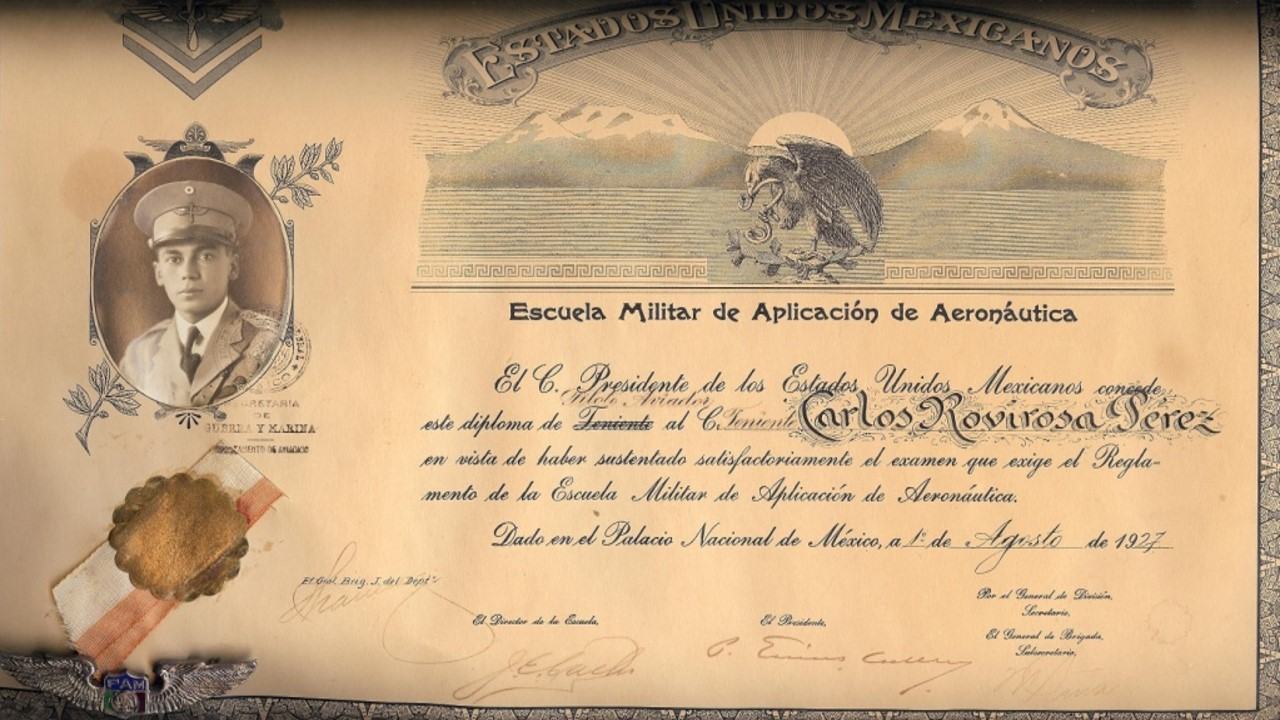
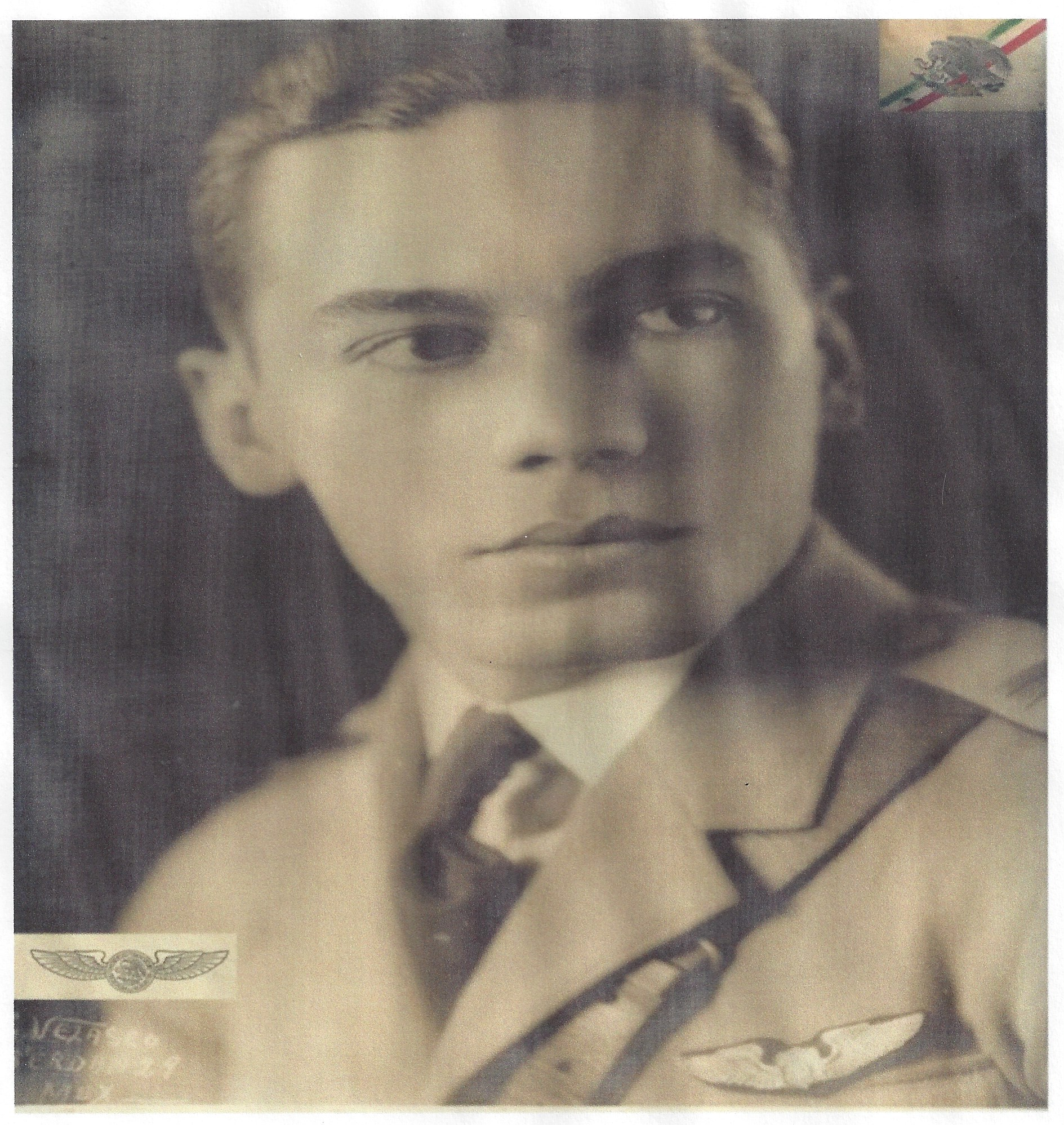

## Combates aéreos y condecoraciones
Participó como integrante de la Fuerza Aérea Nacional hoy FAM durante la Guerra Cristera de 1926 a 1929. Participó también en la Rebelión escobarista, combatiendo a las fuerzas de general José Gonzalo Escobar, al mando de las fuerzas rebeldes en 1929
Accidentes de aviación de Rovirosa: Celaya, Gto., derribado en la guerra de los Cristeros en 1926, En Silao, Gto. El 8 de marzo de 1929 donde murió su copiloto y el 11 de mayo de 1930 en el Avión Morelos con Pablo Sidar, en donde perdió la vida en Puerto Limón, Costa Rica.

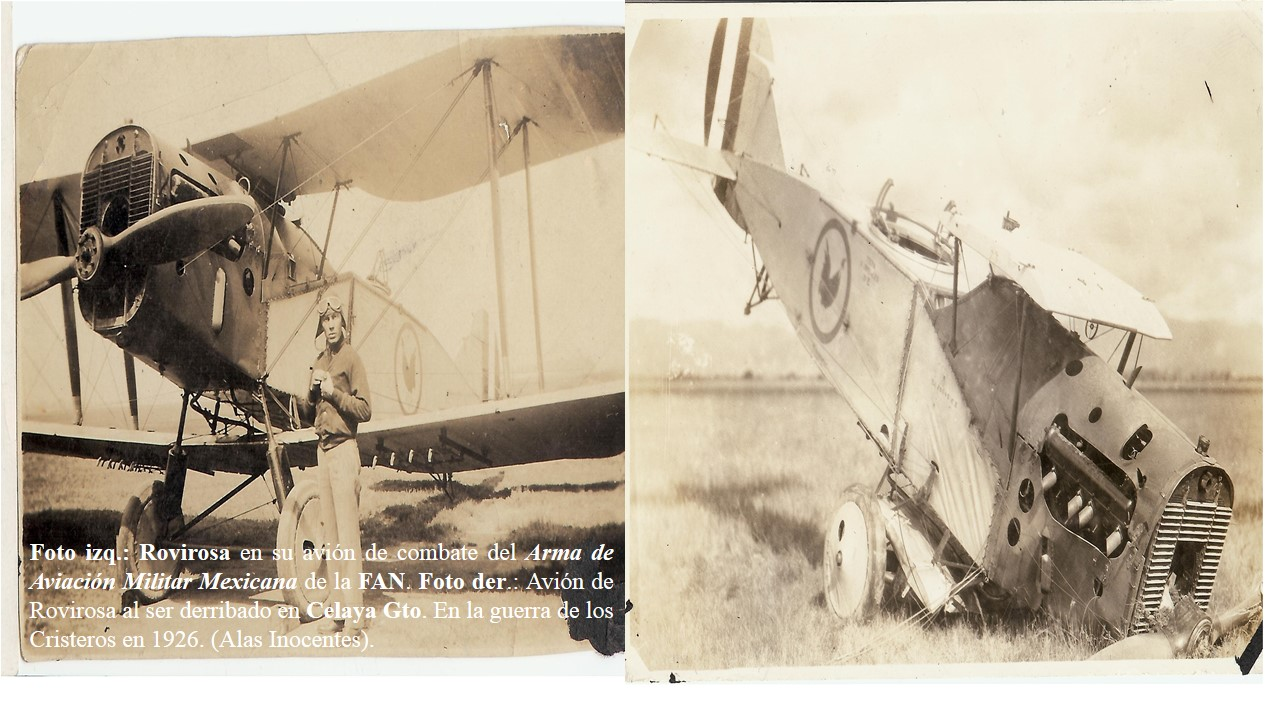
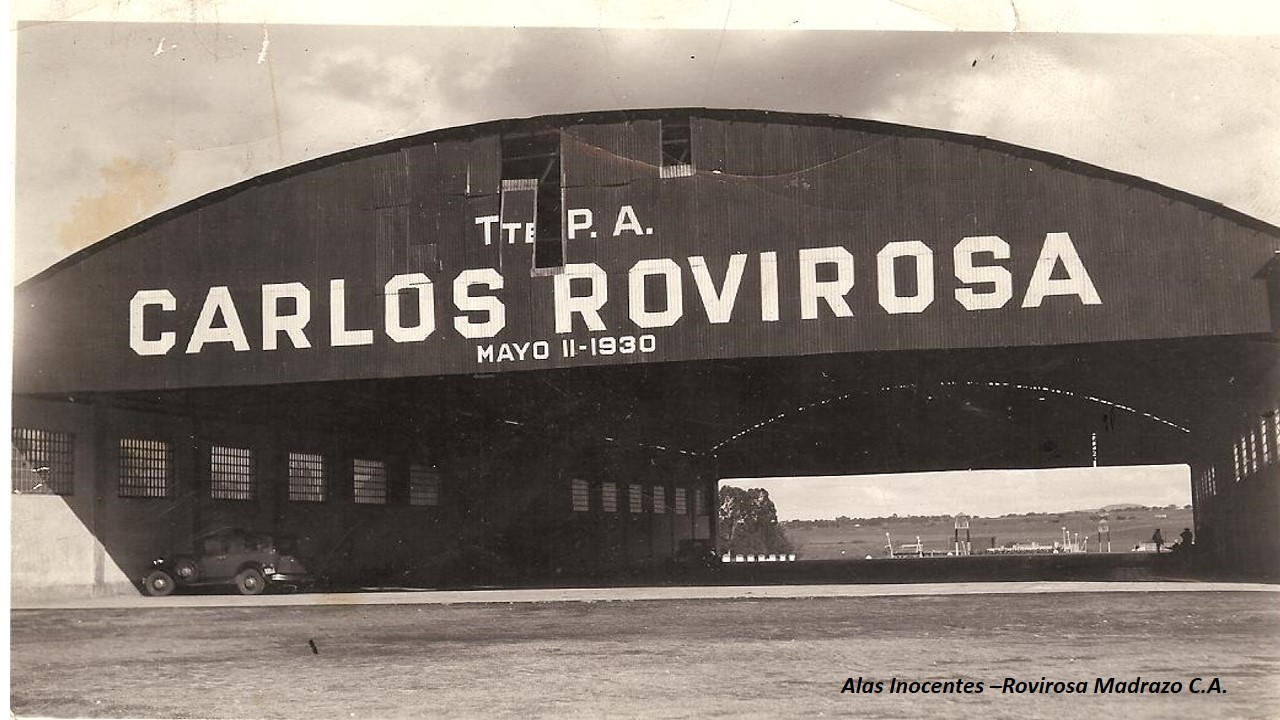

## Vuelo delMorelosy muerte
Hacia 1930, Pablo Sidar "El Loco" había logrado realizar con éxito varios vuelos hacia Centro y Sudamérica. En mayo de ese año, Rovirosa y Sidar planearon realizar un vuelo por instrucciones del ministro de Guerra sin escalas de Santiago Niltepec, Oaxaca a Buenos Aires, Argentina, el cual habría tenido una duración de 40 horas y cubierto una distancia de 8000 km.
El avión, un monoplano de ala alta de los más modernos en su época, de nombre Morelos, marca Douglas, modelo EMSCO, y fabricado en Los Ángeles, California el 26 de noviembre de 1926, fue piloteado por Rovirosa, quien fue el oficial asignado por órdenes del Gral. Joaquín Amaro a petición del Corl. Pablo Sidar por considerar a Rovirosa, después de Carranza y Fierro, uno de los mejores pilotos de la entonces FAN. El 11 de mayo de 1930 el avión se estrelló en Playa Cieneguitas, Puerto Limón, Costa Rica durante una tormenta, y ambos tripulantes perdieron la vida.
El 14 de mayo después de rendir los informes confidenciales al Presidente de México Ing. Pascual Ortiz Rubio por el presidente de Costa Rica Cleto González y verificados en el dictamen pericial elaborado por el entonces Cap. P.A. Gustavo León González, compañero de Rovirosa, se envió el avión Mayab del Gobierno del Estado de Yucatán a recoger los restos de Rovirosa y Sidar siendo el General Juan Francisco Azcárate representante diplomático del Presidente Ortiz Rubio con el cónsul de Costa Rica en México Antonio Mediz Bolio responsable de la gestión legal entre México y Costa Rica para repatriar los cuerpos de los dos pilotos militares el 24 de mayo de 1930, arribando en la Ciudad de Puebla donde se les rindió un primer homenaje. Después se trasladaron al Palacio de Bellas Artes y con unos aviones de la FAN en la Plaza de la Constitución con honores militares, incluyendo un desfile de las tropas del H. Colegio Militar, posteriormente ambos pilotos fueron sepultados en la Rotonda de las Personas Ilustres en la Ciudad de México. El Aeropuerto Internacional Carlos Rovirosa Pérez en Villahermosa fue bautizado con su nombre en 1931 por instrucciones del Presidente Ortiz Rubio.
Fe de erratas: En la fotografía inferior el personaje con el número 8 corresponde al Cap. P.A. e Ing. Juan Guillermo Villasana (Quien fuera director de la Escuela Militar de Aviación hasta el 24 de marzo de 1919).

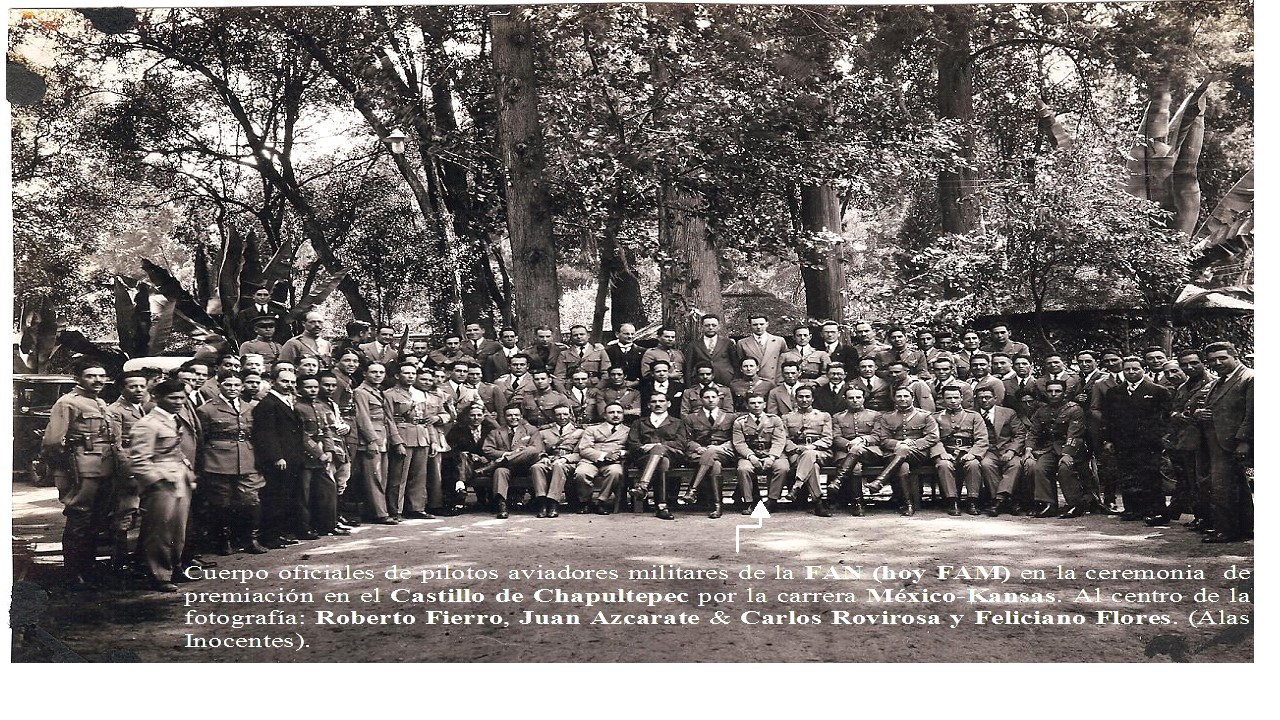
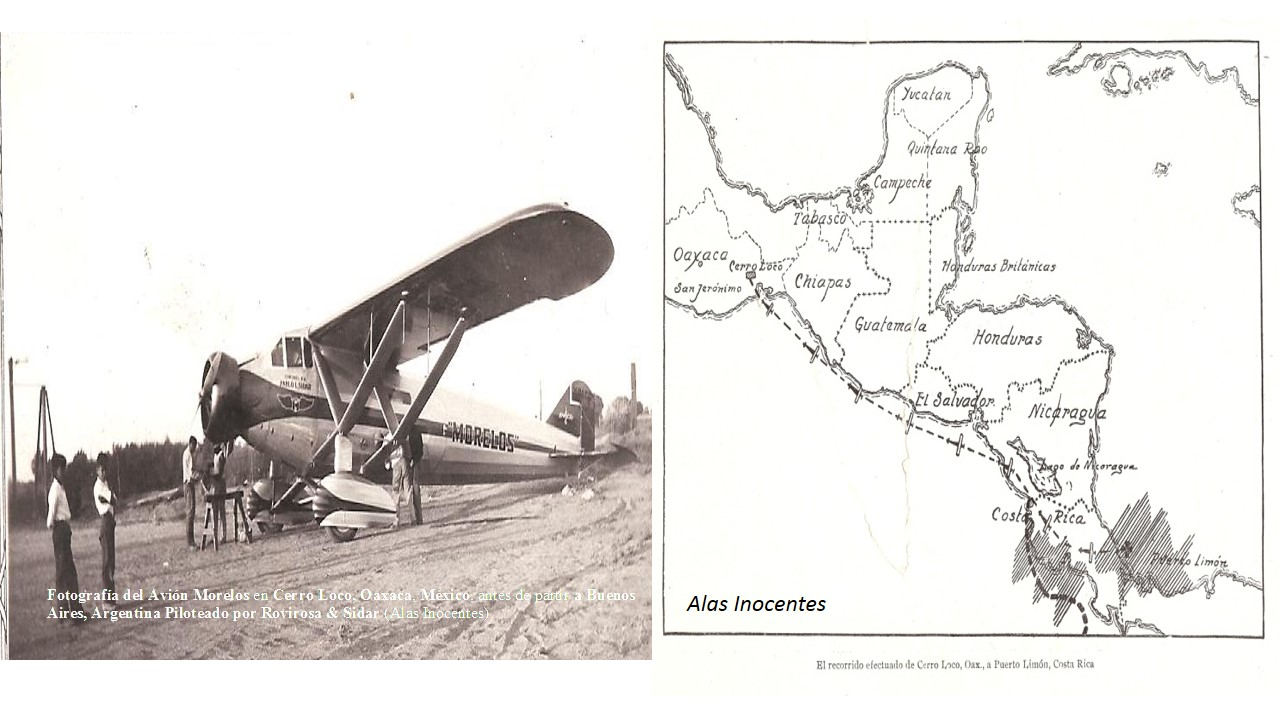
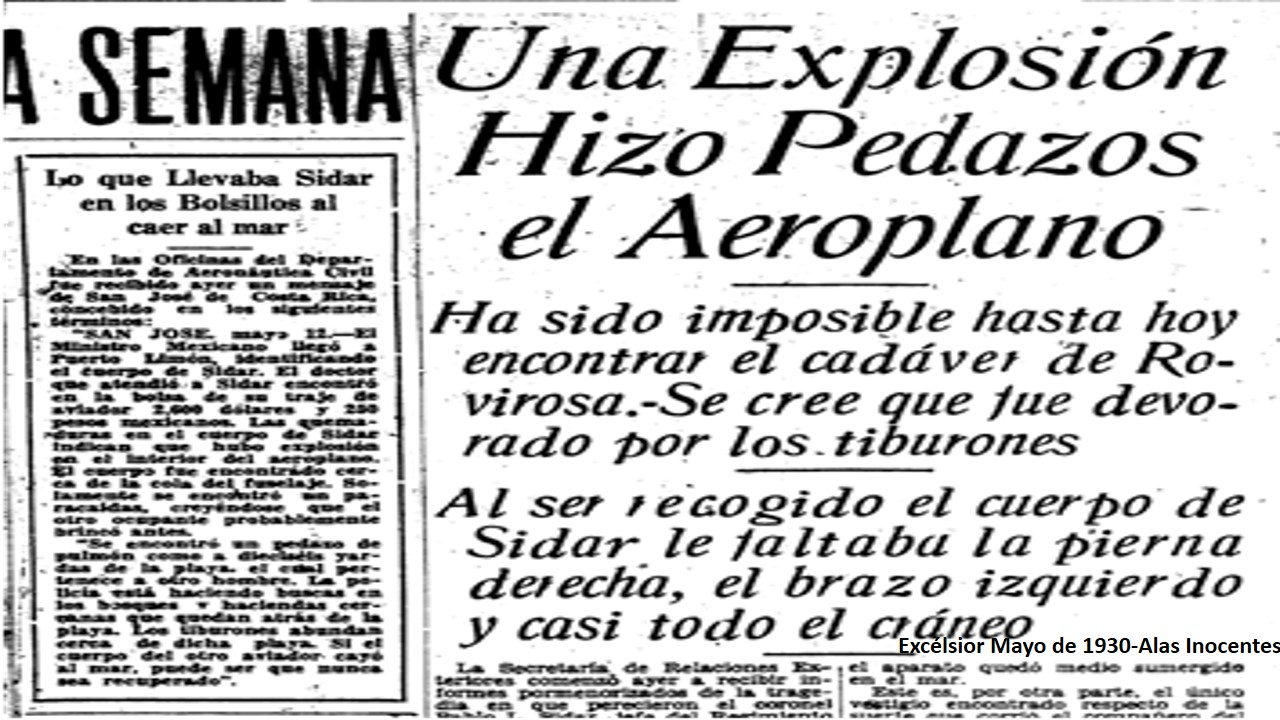

## Compañeros aviadores
Generación de 1921
- Durón González Sergio
- Lagner X. Agustín, Fernández Rojo Napoleón
- Sidar Pablo,	Flores Gutiérrez Antonio
- Generación de 1922	Flores Díaz Feliciano
- Albarrán Rafael, Garza José María
- Brutini Humberto,	Gaona Abarca Jesús
- Bruquez Ignacio,	Gómez Unda Luis
- Cano I. Salvador,	Hermosillo Ríos Bernardo
- Carrilillo Torres Francisco, Hermosillo Gil Armando
- Cisneros Ramón,	 Hernández Florencio
- Cubillas Farell Luis,	 Hernández Amaral Othon
- Esparza José, Jiménez Nieto Arturo
- Ferriz Francisco,	Laguna Ismael
- Fierro Villalobos Roberto, Alfonso Cruz Rivera,	Lojero Flores Antonio
- García Rodiles Enrique,	López Juárez Gustavo
- Jasso J. José,	 López Malo Adolfo
- León G. Gustavo,	 Llerenas Silva Jorge
- Moreno Gabriel,	 Martín del Campo Waldo
- Montes de Oca Enrique, Mendoza Fuentes Miguel
- Ortiz León Ignacio, Montiel Vilchis Refugio
- Piña Adolfo, Monterrubio Robles Manuel
- Rodríguez M. Melquiades, Morales Romero Enrique
- Rojas Ricardo,	 Mujica M. Raúl
- Rojas E. Luis, Muñoz Pérez Mariano
- Somellera F. Luis, Nava Castillo Antonio
- Yáñez José, Ordóñez Horacio

Generaciones 1923-1929
- Pulido Ortiz Severiano
- Acosta Fernández Gonzalo,	Reyes Alfonso
- Aguilar Avendaño Cuauhtémoc, 	Robles Monterrubio Manuel
- Aguilar Severo	Rovelo Florencio
- Aduna z Ismael, Rovirosa Carlos
- Azcarate Raúl, Pino	Sánchez Lamego Miguel
- Avelino Fernando Andrés,	Santos Ayala Jesús
- Betancur Orellana José,	Serrano F. Eduardo
- Boyer Luis	Suárez, Peralta Rafael
- Brito Rodolfo, Tanguma Almaguer Martín
- Bruttini Humberto,	Torres Rico Rodolfo
- Campos J. Roque, Ulloa Jesús
- Carmona Monroy Juan,	 Valdés Pedro Peza
- Carranza Emilio,	Valle Vargaz Ignacio
- Caloca Larios Enrique,	Vargas Gómez Encarnación
- Canter Enrique,	Vázquez Rivadeneira Joaquín
- Cárdenas Rodríguez Antonio,	Velazco Rojas Enrique
- Colorado Cupido Miguel, Veytez Veytez H. Alberto
- Corona del Rosal Alfonso, Viveros T. Maximino
- Corzo Molina H. Ángel,	Yáñez José
- Cuzel Alfonso, Zertuche González José
- Cristiani Cutiño Carlos

Pilotos internacionales con quienes voló Rovirosa en desfiles militares como el vuelo México-Kansas:
- Cap. Charles Lindbergh (EUA-USA-AIR FORCE)
- Cap. Luis Verdeja (FAN-MX)
- Cap. Fernando Proal Pardo (FAN-MX)
- Cornl. Arthur Goebel (EUA-US NAVY)
- Cap. William Davis (EUA-US-NAVY)
- Cornl-Ing. Juan Azcarate (FAN-MX)
- Cap. Luis Farell Cubillas (FAN-MX)

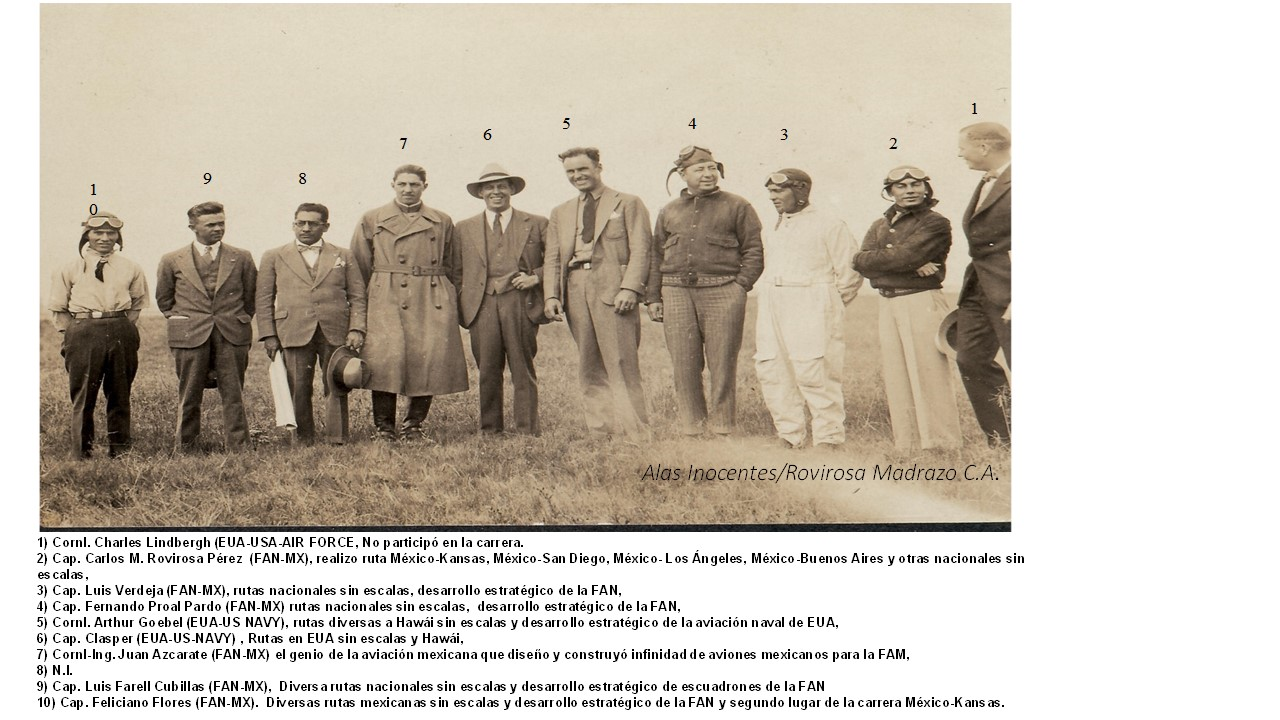
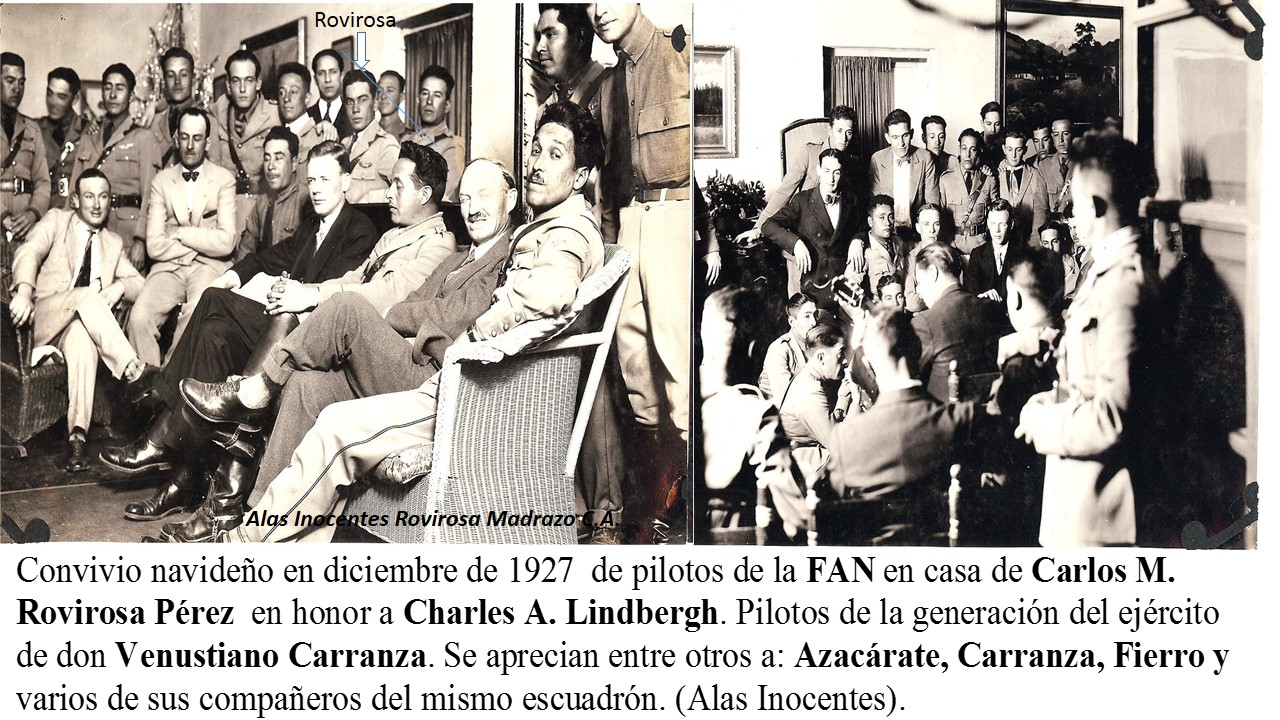
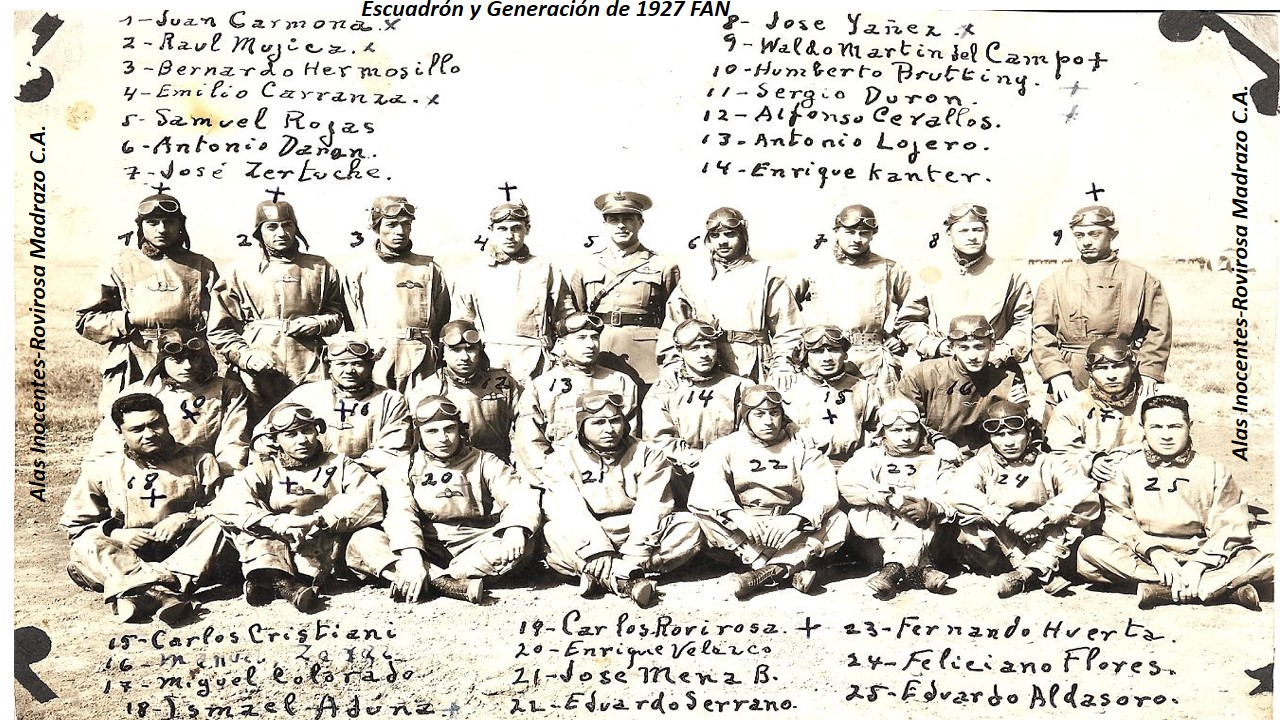

- Cap. Feliciano Flores (FAN-MX)

## Vida personal
Fue hijo del Sabio Rovirosa Ing. José Narciso Rovirosa Andrade y de Natividad Pérez, esposo de Susana Mass Aguirre (hija del general Joaquín Mass) y padre del Cap. P.A. DEM. Carlos Rovirosa Mass, fundador del sindicato de pilotos aviadores ASPA, Premio Emilio Carranza, Piloto del Escuadrón 201 y piloto del presidente Adolfo López Mateos.

## Reconocimientos
- Aeropuerto Internacional  Carlos Rovirosa Pérez